# Dunedoo
Dunedoo är en ort i Australien. Den ligger i kommunen Warrumbungle Shire och delstaten New South Wales, i den sydöstra delen av landet, omkring 270 kilometer nordväst om delstatshuvudstaden Sydney.
Trakten runt Dunedoo är nära nog obefolkad, med mindre än två invånare per kvadratkilometer.. Dunedoo är det största samhället i trakten.
Trakten runt Dunedoo består till största delen av jordbruksmark. Genomsnittlig årsnederbörd är 755 millimeter. Den regnigaste månaden är februari, med i genomsnitt 139 mm nederbörd, och den torraste är oktober, med 16 mm nederbörd.